# Ёсимура, Масахиро
Масахиро Ёсимура (яп. 吉村 昌弘 Ёсимура Масахиро; 28 октября 1936 — 27 сентября 2003) — японский пловец, призёр Олимпийских игр.
Масахиро Ёсимура родился в 1936 году в Увадзима префектуры Эхиме.
В 1956 году на Олимпийских играх в Мельбурне Масахиро Ёсимура завоевал серебряную медаль на дистанции 200 м брассом.